# Конрад III фон Фюрстенберг
Конрад III фон Фюрстенберг (на немски: Konrad III von Fürstenberg-Wartenburg, Landgraf in der Baar; * ок. 1330; † между 9 февруари/5 март/15 март/6 ноември 1370) е граф и господар на Фюрстенберг, Вартенберг, Баденвайлер, ландграф в Баар.

## Произход и управление
Той е син на граф Хайнрих II фон Фюрстенберг († 1337) и съпругата му Верена фон Фрайбург († 1320), наследничка на господството Хаузах, дъщеря на граф Хайнрих фон Фрайбург († 1303) и бургграфиня Анна фон Вартенберг († 1321).
Конрад III управлява заедно с братята си Йохан I († сл. 1365) († сл. 1365 и Хайнрих III († 1367). Около 1345 г. наследството е поделено между братята. Конрад получава господството Вартенберг, Йохан господствата Волфах и Хаузах. Хайнрих получава територията на Баар. Братята в документи повечето са заедно като графове на Фюрстенберг и ландграфове на Баар. Те са привърженици на Хабсбургите и участват в техните битки.
Конрад и брат му Хайнрих сключват през 1360 г. договор за пет годишна служба с херцог Рудолф IV Хабсбург от Австрия.
През 1364 г. Конрад наследява заедно с брат си Хайнрих господството Баденвайлер.

## Фамилия
Конрад III фон Фюрстенберг се жени пр. 1341 г. за Аделхайд фон Грисенберг († 22 септември 1371/30 декември 1371 – 8 юни 1372), вдовица на граф Дитхелм V фон Тогенбург († 21 септември 1337), дъщеря на Лютолд фон Грисенберг († март 1322 – 8 декември 1324) и на Агнес († сл. 4 октомври 1333). Бракът е бездетен.